# Bereżnica Wyżna
Bereżnica Wyżna (1977–1981 Brzezina, do 1977 i 1981–2010 Bereźnica Wyżna) dawniej też Bereżnica Wyższa – wieś w Polsce położona w województwie podkarpackim, w powiecie leskim, w gminie Solina.
W połowie XIX wieku właścicielem posiadłości tabularnej w Bereźnicy Wyższej był Zygmunt Kaczkowski.
W latach 1975–1998 miejscowość administracyjnie należała do województwa krośnieńskiego.
Licząca około 230 mieszkańców wieś leży 6 km od miejscowości Berezka położonej na trasie Hoczew – Czarna.
W miejscowości znajduje się kościół rzymskokatolicki pw. Narodzenia Najświętszej Marii Panny.

## Zabytki
- Drewniana filialna cerkiew unicka fundacji Mikołaja Krajewskiego z 1839 roku. Obecnie jest to kościół rzymskokatolicki. We wnętrzu znajduje się duża część ikonostasu z ikonami z XVII wieku i polichromią.
- Murowana kaplica z 1908 roku.

## Osoby związane z miejscowością
- Seweryn Goszczyński – uczestnik spotkań w Bereżnicy z J. Bułharynem – założycielem loży karbonarskiej we Lwowie
- Zygmunt Kaczkowski – uczestnik powstania krakowskiego z 1846
- Wincenty Pol – poeta, powstaniec,  uczestnik spotkań w Bereżnicy z J. Bułharynem
- Antin Staruch – poseł na sejm galicyjski; członek rządu Narodowej Rady Zachodnioukraińskiej Republiki Ludowej; zmarł w 1938.
- Jarosław Staruch – naczelnik OUN w tzw. Zakierzońskim Kraju
- Mychajło Staruch – poseł Sejmu Galicyjskiego
- Tymotej Staruch – poseł na Sejm Krajowy Galicji, zmarł w 1923